# Lijst van voetbalinterlands Namibië - Tanzania
Deze lijst van voetbalinterlands is een overzicht van alle officiële voetbalwedstrijden tussen de nationale teams van Namibië en Tanzania. De landen hebben tot op heden vier keer tegen elkaar gespeeld. De eerste ontmoeting, een kwalificatiewedstrijd voor het Wereldkampioenschap voetbal 1994, was op 19 december 1992 in Mwanza. Het laatste duel, een groepswedstrijd tijdens het African Championship of Nations 2020, werd gespeeld in Limbe (Kameroen) op 23 januari 2021.

## Wedstrijden
| № | Plaats   | Datum            | Competitie                           | Wedstrijd          | Uitslag |
| - | -------- | ---------------- | ------------------------------------ | ------------------ | ------- |
| 1 | Mwanza   | 19 december 1992 | WK 1994 kwalificatie                 | Tanzania − Namibië | 2 − 0   |
| 2 | Mwanza   | 31 mei 1997      | COSAFA Cup 1997                      | Tanzania − Namibië | 0 − 0   |
| 3 | Windhoek | 5 maart 2014     | Vriendschappelijk                    | Namibië − Tanzania | 1 − 1   |
| 4 | Limbe    | 23 januari 2021  | African Championship of Nations 2020 | Namibië − Tanzania | 0 − 1   |

## Samenvatting
| Competitie                      | Totaal gespeeld | Winst Namibië | Gelijk | Winst Tanzania | Doelsaldo Namibië – Tanzania |
| ------------------------------- | --------------- | ------------- | ------ | -------------- | ---------------------------- |
| WK-kwalificatie                 | 1               | 0             | 0      | 1              | 0 − 2                        |
| African Championship of Nations | 1               | 0             | 0      | 1              | 0 − 1                        |
| COSAFA Cup                      | 1               | 0             | 1      | 0              | 0 − 0                        |
| Vriendschappelijk               | 1               | 0             | 1      | 0              | 1 − 1                        |
| Totaal                          | 4               | 0             | 2      | 2              | 1 − 4                        |

NFA · 
Namibisch vrouwenelftal
1990 – 1999 ·
2000 – 2009 ·
2010 – 2019 ·
2020 − 2029
1990 · 
1991 · 
1992 · 
1993 · 
1994 · 
1995 · 
1996 · 
1997 · 
1998 · 
1999 · 
2000 · 
2001 · 
2002 · 
2003 · 
2004 · 
2005 · 
2006 · 
2007 · 
2008 · 
2009 · 
2010 · 
2011 · 
2012 · 
2013 · 
2014 ·
2015 ·
2016 ·
2017 ·
2018 ·
2019 ·
2020 ·
2021 ·
2022 ·
2023
Algerije ·
Angola ·
Benin ·
Botswana ·
Burkina Faso ·
Burundi ·
Comoren ·
Congo-Brazzaville ·
Congo-Kinshasa ·
Djibouti ·
Egypte ·
Equatoriaal-Guinea ·
Eritrea ·
Ethiopië ·
Gabon ·
Gambia ·
Ghana ·
Guinee ·
Guinee-Bissau ·
India ·
Ivoorkust ·
Kameroen ·
Kenia ·
Lesotho ·
Libanon ·
Liberia ·
Libië ·
Madagaskar ·
Malawi ·
Mali ·
Marokko ·
Mauritius ·
Mozambique ·
Niger ·
Nigeria ·
Oeganda ·
Rwanda ·
Saoedi-Arabië ·
Sao Tomé en Principe ·
Senegal ·
Seychellen ·
Swaziland ·
Tanzania ·
Togo ·
Tsjaad ·
Tunesië ·
Zambia ·
Zimbabwe ·
Zuid-Afrika
FAT · A-internationals · Olympische elftal · Vrouwenelftal
Algerije ·
Angola ·
Benin ·
Botswana ·
Brazilië ·
Bulgarije ·
Burkina Faso ·
Burundi ·
Centraal-Afrikaanse Republiek ·
China ·
Congo-Brazzaville ·
Congo-Kinshasa ·
Djibouti ·
Egypte ·
Equatoriaal-Guinea ·
Eritrea ·
Ethiopië ·
Gabon ·
Gambia ·
Ghana ·
Guinee ·
Indonesië ·
Ivoorkust ·
Jemen ·
Kaapverdië ·
Kameroen ·
Kenia ·
Lesotho ·
Liberia ·
Libië ·
Madagaskar ·
Malawi ·
Marokko ·
Mauritanië ·
Mauritius ·
Mongolië ·
Mozambique ·
Namibië ·
Nieuw-Zeeland ·
Niger ·
Nigeria ·
Oeganda ·
Palestina ·
Rwanda ·
Saoedi-Arabië ·
Senegal ·
Seychellen ·
Soedan ·
Somalië ·
Swaziland ·
Togo ·
Tsjaad ·
Tunesië ·
Zambia ·
Zimbabwe ·
Zuid-Afrika